# Cosmòdrom
Un cosmòdrom (o base espacial) és un conjunt d'instal·lacions preparades per al llançament, arribada o assistència tècnica de coets o naus espacials. Als països de l'antiga URSS aquestes instal·lacions eren conegudes com a cosmòdroms (del grec cosmos, món, i dromos, pista), d'aquí el nom.
Les bases espacials estan emplaçades en zones prou grans perquè l'explosió d'un coet no posi en perill els coets i les vides humanes properes, raó per la qual es llancen els coets en direcció a zones desertiques o marítimes. Són preferibles llocs de llançament propers a l'equador i disparats cap a l'Est. Així, s'aprofita al màxim la velocitat de la terra i a més, és una bona posició per arribar a l'òrbita geoestacionària. Evidentment, així també augmenta la massa que es pot posar en òrbita. Això, però, no serveix per a òrbites polars o òrbites Molnia.
La primera base espacial del món va ser el Cosmòdrom de Baikonur, encara en funcionament, i actualment, la més ocupada del món, degut principalment a l'activitat de suport per a l'Estació Espacial Internacional.
És possible que en un futur, amb el desenvolupaments de vehicle supersònics, les bases espacials siguin llargues pistes d'enlairament en lloc de les tradicionals bases de llançament verticals per a coets.

## Història

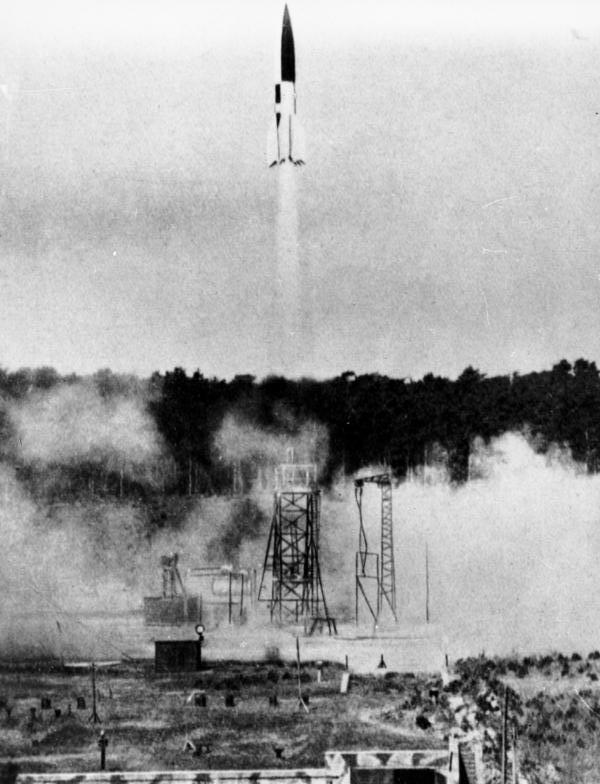
Peenemünde, Alemanya - on es va llançar el "V-2", el primer coet que arribava a l'espai el juny de 1944

Els primers coets per arribar a l'espai foren els V-2 que van ser llançats a Peenemünde, Alemanya el 1944 durant la Segona Guerra Mundial. Després de la guerra, 70 coets V-2 complets van ser portats a White Sands Missile Range  per a llançaments de proves, amb 47 d'ells arribant a altituds entre 100 km i 213 km.
El primer espai del món preparat per a llançaments orbitals i humans fou el Cosmòdrom de Baikonur al sud del Kazakhstan, va començar com a port militar soviètic el 1955. Va aconseguir el primer vol orbital (Sputnik 1) a l'octubre de 1957. La ubicació exacta del cosmòdrom es va mantenir inicialment en secret. Les conjectures de la seva ubicació van ser mal dirigides per tenir un nom igual amb una ciutat minera situada a 320 km. La posició es va donar a conèixer l'any 1957 fora de la Unió Soviètica només després que els avions de U-2 havien identificat el lloc seguint les línies ferroviàries al Kazakhstan, encara que les autoritats soviètiques no van confirmar la ubicació. durant dècades.
El cosmòdrom de Baikonur va aconseguir el primer llançament d'un ésser humà a l'espai, Iuri Gagarin, el 1961. El complex de llançament utilitzat, el lloc 1, ha aconseguit un significat simbòlic especial i s'anomena comunament el començament de Gagarin. Baikonur va ser el primer cosmòdrom soviètic, i continua com una base actiua per a Rússia sota un acord d'arrendament amb el Kazakhstan.
Com a resposta als primers successos soviètics, els Estats Units van construir un complex espacial a Cap Canaveral, a Florida. Un gran nombre de vols no tripulats, així com els primers vols humans, es van executar a l'estació de la Força Aèria de Cap Canaveral. Per al programa Apollo, s'hi va construir un port espacial adjacent, el Kennedy Space Center, i va aconseguir la primera missió tripulada a la superfície lunar (Apollo 11) el juliol de 1969. Era la base de tots els llançaments de Space Shuttle i la majoria dels seus aterratges de pista.
El Centre espacial de la Guaiana a Kourou, Guaiana Francesa, és el principal espai espacial europeu, amb llançaments de satèl·lits que aprofiten el lloc a 5 graus al nord de l'equador.
L'octubre de 2003, el Centre de llançament per satèl·lit Jiuquan va aconseguir el primer vol espacial humà xinès.
Trencant amb la tradició, el juny de 2004, en una pista de l'aeroport de Mojave i del port espacial de Califòrnia, un humà va ser llançat per primera vegada a l'espai en un vol espacial suborbital, […] destinat a preparar el camí per a futurs vols comercials. La nau espacial, SpaceShipOne, va ser llançada per un avió portador que es va desenganxar horitzontalment.
A Cap Canaveral, l'any 2015 SpaceX va realitzar el primer aterratge i recuperació reeixits d'una primera etapa utilitzada en un llançament de satèl·lit vertical.

## Consideracions sobre la ubicació
Els coets poden arribar més fàcilment a les òrbites dels satèl·lits si es llancen a prop de l'equador en direcció est, perquè hi aprofiten la màxima velocitat de la rotació de la Terra al (465 m/s a l'equador). Aquests llançaments també proporcionen una orientació desitjable per arribar a una òrbita geoestacionària. Per a òrbites polars i òrbites Mólnies no s'aplica.
L'altitud del lloc de llançament no és un factor impulsor perquè la major part de delta-v per a un llançament de satèl·lit es dedica a aconseguir la velocitat horitzontal necessària. Els petits guanys derivats d'uns quants quilòmetres d'altitud addicional al principi no solen compensar els problemes de transport terrestre en terrenys muntanyencs. Els avantatges de la gran alçada inclouen una distància lleugerament menys vertical i una resistència a l'aire més baixa a causa de la menor pressió de l'aire.
S'han col·locat molts ports espacials en instal·lacions militars existents, com ara els rangs de míssils balístics intercontinentals), que no sempre són ideals per als llançaments de satèl·lits.
Un lloc de llançament de coets es construeix en la mesura del possible allunyat dels grans nuclis de població per tal de mitigar els riscos als espectadors si un coet experimenta un fracàs catastròfic. En molts casos, un lloc de llançament es construeix a prop dels principals cossos d'aigua per assegurar-se que no es desprenguin components als espais poblats. Normalment, un lloc espacial és prou gran perquè, en cas que un vehicle exploti, no posarà en perill vides humanes ni zones de llançament adjacents.
Els llocs planificats de ports espacials per a vols espacials turístics suborbitals solen fer ús de la infraestructura de sòl existent, incloses les pistes. La naturalesa de la vista local des de 100 km (62 mi) és també un factor a tenir en compte.

## Espais separats més enllà de la Terra
S'han proposat espais exploratoris per a ubicacions a la Lluna, al Mart, al voltant de la Terra, als punts de Lagrange, i en altres llocs del sistema solar. Els llocs avançats amb tendència humana a la Lluna o Mart, per exemple, seran espais separats per definició. El Programa d'Estudis Espacials del 2012 de la Universitat Internacional de l'Espai va estudiar el benefici econòmic d'una xarxa de ports espacials a través del sistema solar començant des de la Terra i expandint-se cap a fora per fases, dins del seu projecte d'equip Operacions i infraestructura de serveis per a l'espai (OASIS). La seva anàlisi va afirmar que la primera fase, la col·locació del port espacial "Node 1" amb serveis de remolcador espacial a Orbita terrestre baixa (LEO), seria rendible comercialment i reduiria els costos de transport a òrbita geosíncrona fins al 44% (depenent del vehicle de llançament). La segona fase afegiria un port espacial "Node 2" a la superfície de la Lluna per proporcionar serveis que incloguessin mineria gel lunar i lliurament de coets propulsor al node 1. Això permetria activitats de superfície lunar i més reduir els costos de transport dins i fora de l'espai cislunar. La tercera fase afegiria un port espacial del node 3 a la lluna marciana Phobos per permetre la recàrrega i l'abastament abans dels desembarcaments a la superfície de Mart, missions més enllà de Mart i tornar els viatges a la Terra. A més de la mineria i la recàrrega de combustibles, la xarxa de ports espacials podria proporcionar serveis com ara emmagatzematge i distribució d'energia, muntatge i reparació de naus espacials, retransmissió de comunicacions, refugi, construcció i arrendament de infraestructures, manteniment de naus espacials per a futurs usos i logística.

## Turisme espacial
La indústria del turisme espacial (vegeu Llista d'empreses privades de vol espacial) s'estableix a espais interurbans en mantes localitats de tot el món. La creació de ports espacials per a viatges turístics comporta qüestions legals, que només comencen a abordar-se.

## Ports espacials amb llançaments horitzontals aconseguits a humans a més de 100 km d'altitud
La taula següent mostra els espais compartits amb llançaments documentats d'humans aconseguits almenys a 100 km d'altitud, començant per una pista horitzontal. Tots els vols eren vols subespacials orbitals.
| Port espacial                              | Avió de càrrega | Nau espacial | Vols per sobre de 100 km | Anys |
| ------------------------------------------ | --------------- | ------------ | ------------------------ | ---- |
| Edwards AFB, Califòrnia, EUA               | B-52            | X-15         | 2 vols (# 90-91)         | 1963 |
| Mojave Air and Space Port, Califòrnia, EUA | White Knight    | SpaceShipOne | 3 vols (# 15P-17P)       | 2004 |

## Els espais separats amb llançaments verticals assolits d'humans
A continuació es mostra una taula de ports espacials complexos per a llançaments verticals amb llançaments documentats aconseguits d'éssers humans a l'espai (més de 100 km d'altitud). L'ordre d'ordenació dels ports espacial segons el moment del primer llançament humà.
| Port espacial                                                  | Inici complex | Llançador            | Nau espacial           | Vols                   | Anys      |
| -------------------------------------------------------------- | ------------- | -------------------- | ---------------------- | ---------------------- | --------- |
| Cosmòdrom de Baikonur, Kazakhstan (vols soviètics i de Rússia) | Lloc 1        | Vostok               | Vostok 1–6             | 6 vols orbitals        | 1961–1963 |
| Cosmòdrom de Baikonur, Kazakhstan (vols soviètics i de Rússia) | Lloc 1        | Vostok               | Voskhod 1–2            | 2 vols orbitals        | 1964–1965 |
| Cosmòdrom de Baikonur, Kazakhstan (vols soviètics i de Rússia) | Lloc 1, 31    | Soiuz, Soiuz-U       | Soiuz 1–40 †           | 37 vols orbitals       | 1967–1981 |
| Cosmòdrom de Baikonur, Kazakhstan (vols soviètics i de Rússia) | Lloc 1, 31    | Soiuz-U, Soiuz-U2    | Soiuz-T 2–15           | 14 vols orbitals       | 1980–1986 |
| Cosmòdrom de Baikonur, Kazakhstan (vols soviètics i de Rússia) | Lloc 1        | Soiuz-U, Soiuz-U2    | Soiuz-TM 2–34          | 33 vols orbitals       | 1987–2002 |
| Cosmòdrom de Baikonur, Kazakhstan (vols soviètics i de Rússia) | Lloc 1        | Soiuz-FG             | Soiuz-TMA 1–22         | 22 vols orbitals       | 2002–2011 |
| Cosmòdrom de Baikonur, Kazakhstan (vols soviètics i de Rússia) | Lloc 1, 31    | Soiuz-FG             | Soiuz TMA-M 1–20       | 20 vols orbitals       | 2010–2016 |
| Cosmòdrom de Baikonur, Kazakhstan (vols soviètics i de Rússia) | Lloc 1        | Soiuz-FG             | Soiuz MS               | 7 vols orbitals        | 2016–     |
| Cap Canaveral, Florida, USA                                    | LC5           | Redstone             | Mercury 3–4            | 2 Sub-O                | 1961      |
| Cap Canaveral, Florida, USA                                    | LC14          | Atlas                | Mercury 6–9            | 4 vols orbitals        | 1962–1963 |
| Cap Canaveral, Florida, USA                                    | LC19          | Titan II             | Gemini 3–12            | 10 vols orbitals       | 1965–1966 |
| Cap Canaveral, Florida, USA                                    | LC34          | Saturn IB            | Apollo 7               | 1 vol orbital          | 1968      |
| Kennedy Space Center, Florida, USA                             | LC39          | Saturn V             | Apollo 8–17            | 10 vols orbitals/Lluna | 1968–1972 |
| Kennedy Space Center, Florida, USA                             | LC39          | Saturn IB            | Skylab 2–4             | 3 vols orbitals        | 1973–1974 |
| Kennedy Space Center, Florida, USA                             | LC39          | Saturn IB            | Apollo-Soiuz ASTP      | 1 vol orbital          | 1975      |
| Kennedy Space Center, Florida, USA                             | LC39          | Programa STS 1–135 ‡ | Transbordador Espacial | 134 vols orbitals      | 1981–2011 |
| Jiuquan SLC, Xina                                              | Area 4        | Llarga Marxa 2F      | Shenzhou 5–7, 9-11     | 6 vols orbitals        | 2003–     |

† Tres de les missions Soiuz no van ser tripulades i no es compten (Soiuz 2, Soiuz 20), Soiuz 34).
‡ STS-51-L (Accident del Challenger) no va poder arribar a l'òrbita i no es compta. STS-107 (Accident del Columbia) va arribar a l'òrbita i, per tant, s'inclou en el recompte (el desastre fou a la reentrada).

## Cosmòdroms
- Cosmòdrom de Baikonur
- Cosmòdrom de Plessetsk
- Centre espacial John F. Kennedy
- Centre de Llançament de satèl·lits de Jiuquan
- Centre de Llançament Alcántara
- Port Espacial Europeu de Kourou
- Centre Espacial d'Uchinoura